# Lars Lien
Lars Lien (Notodden, 11 giugno 1981) è un calciatore norvegese, difensore del Notodden.

## Carriera

### Club
Lien cominciò la carriera con la maglia dello Skarphedin, per poi passare all'Odd Grenland. Con questa squadra, debuttò nella Tippeligaen il 2 maggio 2001, sostituendo Anders Rambekk nel successo per 4-1 sul Lillestrøm. Giocò altri 3 incontri nella massima divisione per questa squadra.
Passò poi al Notodden, nella 2. divisjon. Contribuì alla promozione in Adeccoligaen del 2006.